# A hatalom hálójában
A hatalom hálójában (eredeti cím: Damages) amerikai televíziós sorozat. A sorozat főszereplője Rose Byrne és Glenn Close, a mellékszepekben többek között Tate Donovan, Ted Danson, Timothy Olyphant, Martin Short, William Hurt, Ryan Phillippe, John Goodman, Peter Facinelli és Mario Van Peebles látható.
A sorozatot az Amerikai Egyesült Államokban az FX mutatta be 2007. július 24-én, majd a negyedik évadtól az Audience Networkre került át a sugárzása. Magyarországon az RTL Klub tűzte műsorra 2009. január 30-án.

## Tartalom
Ellen Parsons a jogi karon végzett az egyetemen, és most sorban állnak a kegyeiért a legnagyobb ügyvédi irodák. Ő Patty Hewes cégét választja, annak ellenére is, hogy a konkurens cégek felhívták a figyelmét Patty makacs természetére. De ő így döntött, és hamar Patty kegyeibe férkőzött, ami köszönhető annak is, hogy a jelenlegi ügyben személyesen is ismeri az egyik koronatanút. Igazság szerint Patty épp ezért vette fel őt, és folyamatosan manipulálta Ellen-t, de a későbbiekben Ellen eredményei előtt meghajol majd Patty.
Ellen a magánéletben boldog párkapcsolatban él a barátjával, aki orvosként dolgozik a helyi kórházban. A kapcsolatuk békés mederben csordogál, aminek az eredményeként el is jegyezik egymást és az esküvőre készülnek. De a munka miatt nem sok idejük jut egymásra, de ők ezt jól kezelik. Aztán Ellen párját zaklatni kezdi egy idegen nő, akinek minden vágya, hogy közelebb kerüljön a férfihoz. De ezen is túlteszik magukat, azonban Patty személyiségét nem tudja tolerálni Ellen barátja, és ez már nyomot hagy a kapcsolatukban. A dolgok odáig fajulnak, hogy a férfi azt kéri Ellen-től, hogy válaszon a munkája és őközte.
Patty Hewes az egyik legsikeresebb ügyvéd, nem szeretnek ellene harcolni a tárgyalóteremben. Az évek alatt nagy vagyont halmozott fel, de ő még most is mindent belead a munkába. A sorozat kezdetén egy befolyásos üzletembert készül a sárba tiporni, de nincs könnyű dolga, mert az ügy nagyon szövevényes és már régóta zajlik. De sokat segít neki a jobbkeze, Tom Shayes és Ellen is.

## Szereplők
| Szereplő           | Színész           | Magyar hang        |
| ------------------ | ----------------- | ------------------ |
| Ellen Parsons      | Rose Byrne        | Ruttkay Laura      |
| Patty Hewes        | Glenn Close       | Menszátor Magdolna |
| Tom Shayes         | Tate Donovan      | Galbenisz Tomasz   |
| Michael Hewes      | Zachary Booth     | Czető Roland       |
| Arthur Frobisher   | Ted Danson        | Vass Gábor         |
| Wes Krulik         | Timothy Olyphant  | Varga Gábor        |
| Leonard Winstone   | Martin Short      |                    |
| Daniel Purcell     | William Hurt      | Csernák János      |
| Claire Maddox      | Marcia Gay Harden |                    |
| Channing McClaren  | Ryan Phillippe    | Posta Victor       |
| Howard T. Erickson | John Goodman      |                    |
| Gregory Malina     | Peter Facinelli   |                    |
| Randall Harrison   | Mario Van Peebles |                    |

## Epizódok
| Évad | Évad | Epizódok | Eredeti sugárzás | Eredeti sugárzás     | Eredeti adó      | Magyar sugárzás    | Magyar sugárzás  | Magyar adó |
| Évad | Évad | Epizódok | Évadpremier      | Évadfinálé           | Eredeti adó      | Évadpremier        | Évadfinálé       | Magyar adó |
| ---- | ---- | -------- | ---------------- | -------------------- | ---------------- | ------------------ | ---------------- | ---------- |
|      | 1    | 13       | 2007. július 24. | 2007. október 23.    | FX               | 2009. január 30.   | 2009. május 8.   | RTL Klub   |
|      | 2    | 13       | 2009. január 7.  | 2009. április 1.     | FX               | 2010. január 8.    | 2010. április 9. | RTL Klub   |
|      | 3    | 13       | 2010. január 25. | 2010. április 19.    | FX               | 2011. október 7.   | 2012. január 13. | AXN        |
|      | 4    | 10       | 2011. július 13. | 2011. szeptember 14. | Audience Network | 2015. november 12. | 2016. január 28. | RTL Klub   |
|      | 5    | 10       | 2012. július 11. | 2012. szeptember 12. | Audience Network | 2017. február 2.   | 2017. március 2. | RTL Klub   |